# ジェローム・ルシヨン
ジェローム・ルシヨン（Jérôme Roussillon，1993年1月6日 - ）は、フランス・サルセル出身のサッカー選手。ポジションはディフェンダー。1.FCウニオン・ベルリン所属。

## 経歴
2012年5月2日、ACアジャクシオ戦でリーグ・アンデビューを果たす。
2018年8月6日、VfLヴォルフスブルクに4年契約で加入。
2023年1月15日、1.FCウニオン・ベルリンへの移籍が発表された。